# Władimir Karawajew
Władimir Michajłowicz Karawajew (ur. 1903 w Łyświ, zm. w lipcu 1982 w Ukraince) – lejtnant NKWD, jeden z wykonawców zbrodni katyńskiej.
Od 1924 członek RKP(b)/WKP(b), od 1932 w OGPU, 22 sierpnia 1938 mianowany młodszym lejtnantem, wkrótce potem lejtnantem bezpieczeństwa państwowego. Od 1940 pracownik Zarządu NKWD obwodu smoleńskiego, uczestnik masowego mordu na polskich jeńcach w Katyniu, nagrodzony za to 26 października 1940 przez ludowego komisarza spraw wewnętrznych ZSRR Ławrientija Berię. Później m.in. p.o. zastępcy szefa II Oddziału Zarządu NKWD obwodu kirowskiego, od 1944 funkcjonariusz Smiersza. Odznaczony dwoma Orderami Czerwonej Gwiazdy, siedmioma medalami i odznaką "50 lat członkostwa w KPZR".